# Курагінський район
Курагінський район (рос. Курагинский район) — адміністративна одиниця та муніципальне утворення в південній частині Красноярського краю. Адміністративний центр — смт Курагіно.

## Географія
Площа території району 24073 км².
Суміжні території:
- Північ: Балахтинський, Манський, Партизанський та Саянський райони Красноярського краю.
- Схід: Іркутська область
- Південь: Республіка Тива та Каратузький район
- Південний захід: Мінусінський район
- Захід: - Краснотуранський та Ідринський райони Красноярського краю.

## Цікаві
У Курагінському районі біля села Шалаболіно є пам'ятник стародавнього мистецтва віком 8 тисяч років - Шалаболинська писаниця .
У Курагінському районі знаходиться Кінзелюкський водоспад, імовірно, другий за висотою водоспад Росії після Тальникового водоспаду.